# مسجد الصديق (كركوك)
مسجد الصديق في كركوك من مساجد العراق القديمة الأثرية، وبني في عهد الدولة العثمانية عام 1294 هـ/1877م، وتبلغ مساحة المسجد 650م2، ويتكون الحرم من ثماني أقواس، وغلف الحائط من الداخل لقدمهِ وكانت تقام فيه مجالس للعلم والتدريس، ومن الأئمة الأعلام الذين ساهموا في خدمة الجامع الملا توفيق، والملا عثمان والملا أحمد خورشيد، وحالياً يشغل منصب الإمامة فيهِ الشيخ (ياسين رشيد رؤوف).
ويحتوي الجامع على حرم ومصلى واسع تعلوه قبة خضراء، وفيهِ منارتان صغيرتان، وتقام فيهِ صلاة الجمعة وصلاة العيدين والصلوات الخمس.